# Ostha hyriaria
Ostha hyriaria är en fjärilsart som beskrevs av George Francis Hampson 1926. Ostha hyriaria ingår i släktet Ostha och familjen nattflyn. Inga underarter finns listade i Catalogue of Life.